# Antillai majmok
Az antillai majmok (Xenotrichini) egy kihalt újvilági majom nemzetség, amely a Nagy-Antillákon élt. Közép-Amerikában a majmok a Karibi szigetvilágban kihaltak, a földhídon meg fennmaradtak. A nemzetség legutóbb felfedezett faja a hispaniolai majom, mely Hispaniola szigetén élt. Az európaiak megérkezésekor halhatott ki.

## Fajaik
†Xenothrix
- Jamaicai majom (Xenothrix mcgregori)

†Paralouatta
- Kubai majom (Paralouatta varonai)

†Antillothrix
- Hispaniolai majom (Antillothrix bernensis)

## Fordítás
Ez a szócikk részben vagy egészben  az   Antilles monkey című angol Wikipédia-szócikk fordításán alapul.  Az eredeti cikk szerkesztőit annak laptörténete sorolja fel. Ez a jelzés csupán a megfogalmazás eredetét és a szerzői jogokat jelzi, nem szolgál a cikkben szereplő információk forrásmegjelöléseként.